# Ving Rhames
Irving Rameses „Ving” Rhames (New York, 1959. május 12. –) Golden Globe-díjas amerikai színész.
Leginkább Luther Stickell szerepében ismert a Mission: Impossible-filmsorozatból, valamint Marsellus Wallace bandavezérként a Ponyvaregény című filmből. Olyan filmekben is szerepelt, mint a Jákob lajtorjája (1990), a Sztriptíz (1996), a Con Air – A fegyencjárat (1997), Mint a kámfor (1998), Briliáns csapda (1999), Holtak útja (1999) és a Holtak hajnala (2004). Cobra Bubbles hangját szinkronizálta a Lilo és Stitch – A csillagkutya (2002) animációs filmben.

## Fiatalkora és tanulmányai
Rhames 1959. május 12-én született a New York Cityben fekvő Harlemben, Reather háziasszony és Ernest Rhames autószerelő fiaként. Később a szüleivel átköltöztek Dél-Karolinában, ahol felnevelték. Nevét az NBC újságíró Irving R. Levine után kapta.
A New York-i Művészeti Főiskolára járt, ahol a tanulmányai mellett elkezdett színészetet tanulni. Középiskola után drámát tanult a SUNY Purchase-n, ahol Stanley Tucci színésztársa a "Ving" becenevet adta neki. Rhames később átkerült a Juilliard Iskola Drámaosztályára (12. csoport: 1979–1983), majd 1983-ban a Bachelor of Fine Arts-ban végzett.

## Pályafutása
Rhames először 1984-ben jelent meg a Broadwayen a The Boys of Winter darabban. Filmes pályafutását a Wes Craven rendezte Rémségek háza (1991) című horrorfilmben kezdte.

## Magánélete
Rhames keresztény. 2018-tól a kaliforniai Santa Monicában él.

## Filmográfia

### Film
| Év   | Magyar cím                                  | Eredeti cím                               | Szerep                        | Magyar hang        |
| ---- | ------------------------------------------- | ----------------------------------------- | ----------------------------- | ------------------ |
| 1984 |                                             | Go Tell It on the Mountain                | Gabriel Grimes fiatalon       |                    |
| 1986 |                                             | Native Son                                | Jack                          |                    |
| 1988 | Patty Hearst                                | Patty Hearst                              | Cinque Mtume                  | Kárpáti Levente    |
| 1989 | A háború áldozatai                          | Casualties of War                         | Reilly hadnagy                | Orosz István       |
| 1989 | A háború áldozatai                          | Casualties of War                         | Reilly hadnagy                | Selmeczi Roland    |
| 1989 | A háború áldozatai                          | Casualties of War                         | Reilly hadnagy                | Tóth Zoltán        |
| 1990 | Hosszú út hazáig                            | The Long Walk Home                        |                               |                    |
| 1990 | Jákob lajtorjája                            | Jacob's Ladder                            | George                        |                    |
| 1991 | Intruderek támadása                         | Flight of the Intruder                    | Frank McRae                   | Várkonyi András    |
| 1991 | A gyilkossági csoport                       | Homicide                                  | Robert Randolph               | Lázár Sándor       |
| 1991 | Rémségek háza                               | The People Under the Stairs               | Leroy                         | Koroknay Géza      |
| 1992 | Állj, vagy lő a mamám!                      | Stop! Or My Mom Will Shoot                | Mr. Stereo                    |                    |
| 1993 | A vér kötelez                               | Blood In Blood Out                        | Ivan                          |                    |
| 1993 | Dave                                        | Dave                                      | Duane Stevenson               | Csuja Imre         |
| 1993 | A sikátor szentje                           | The Saint of Fort Washington              | Kicsi Leroy                   | Gesztesi Károly    |
| 1994 | Ponyvaregény                                | Pulp Fiction                              | Marsellus Wallace             | Kránitz Lajos      |
| 1994 | Leszámolók                                  | Drop Squad                                | Garvey                        |                    |
| 1995 | Megérint a halál                            | Kiss of Death                             | Omar FBI-ügynök               | Bata János         |
| 1996 | Mission: Impossible                         | Mission: Impossible                       | Luther Stickell               | Vass Gábor         |
| 1996 | Sztriptíz                                   | Striptease                                | Shad                          | Hankó Attila       |
| 1997 | Veszélyes vidék                             | Dangerous Ground                          | Muki                          |                    |
| 1997 | Rosewood, az égő város                      | Rosewood                                  | Mann                          | Csernák János      |
| 1997 | Con Air – A fegyencjárat                    | Con Air                                   | Nathan Jones                  | Albert Péter       |
| 1998 | Halott gengszterek                          | Body Count                                | Pike                          | Hankó Attila       |
| 1998 | Mint a kámfor                               | Out of Sight                              | Buddy Bragg                   | Gesztesi Károly    |
| 1998 | Mint a kámfor                               | Out of Sight                              | Buddy Bragg                   | Vass Gábor         |
| 1999 | Briliáns csapda                             | Entrapment                                | Aaron Thibadeaux FBI-ügynök   | Borbiczki Ferenc   |
| 1999 | A holtak útja                               | Bringing Out the Dead                     | Marcus                        | Vass Gábor         |
| 2000 | Mission: Impossible 2.                      | Mission: Impossible 2                     | Luther Stickell               | Vass Gábor         |
| 2001 | Fekete átok                                 | Baby Boy                                  | Melvin                        | Gesztesi Károly    |
| 2001 | Final Fantasy – A harc szelleme             | Final Fantasy: The Spirits Within         | Ryan Whittaker                | Vass Gábor         |
| 2002 | Vitathatatlan                               | Undisputed                                | George 'Iceman' Chambers      | Faragó András      |
| 2002 | Vitathatatlan                               | Undisputed                                | George 'Iceman' Chambers      | Gesztesi Károly    |
| 2002 | Lilo és Stitch – A csillagkutya             | Lilo & Stitch                             | Kobra Bubork (hangja)         | Schneider Zoltán   |
| 2002 | Dark Blue                                   | Dark Blue                                 | Arthur Holland tiszthelyettes | Ifj. Jászai László |
| 2003 | Stitch! – A csillagkutya legújabb kalandjai | Stitch! The Movie                         | Kobra Bubork (hangja)         | Schneider Zoltán   |
| 2003 | Bűn                                         | Sin                                       | Eddie Burns                   | Vass Gábor         |
| 2004 | Holtak hajnala                              | Dawn of the Dead                          | Kenneth Hall őrmester         | Gesztesi Károly    |
| 2005 | Vissza a pokolba                            | Back in the Day                           | Joe 'J-Bone' Brown            | Vass Gábor         |
| 2005 | Állat                                       | Animal                                    | James 'Animal' Allen          |                    |
| 2005 |                                             | Shooting Gallery                          | Carl 'Cue Ball Carl' Bridgers |                    |
| 2006 | Mission: Impossible III                     | Mission: Impossible III                   | Luther Stickell               | Bognár Tamás       |
| 2006 | Volt egyszer egy másik Amerika              | Idlewild                                  | Spats                         | Papp János         |
| 2006 |                                             | Leroy & Stitch                            | Kobra Bubork (hangja)         |                    |
| 2007 | Férj és férj                                | I Now Pronounce You Chuck and Larry       | Fred G. Duncan                | Vass Gábor         |
| 2008 |                                             | Animal 2                                  | James 'Animal' Allen          |                    |
| 2008 |                                             | A Broken Life                             | Vet                           |                    |
| 2008 | Holtak napja                                | Day of the Dead                           | Rhodes kapitány               | Varga Tamás        |
| 2008 | Isten a pokolban                            | Saving God                                | Armstrong Cane                | Papucsek Vilmos    |
| 2008 |                                             | Phantom Punch                             | Sonny Liston                  |                    |
| 2009 | Az Echelon-összeesküvés                     | Echelon Conspiracy                        | Dave Grant ügynök             | Németh Gábor       |
| 2009 |                                             | The Bridge to Nowhere                     | Nate                          |                    |
| 2009 |                                             | Evil Angel                                | Carruthers                    |                    |
| 2009 | Bérgyilkosok viadala                        | The Tournament                            | Joshua Harlow                 | Vass Gábor         |
| 2009 | A verda horda – Adj el, vagy hullj el!      | The Goods: Live Hard, Sell Hard           | Jibby Newsome                 | Vass Gábor         |
| 2009 | Hasonmás                                    | Surrogates                                | próféta                       | Faragó András      |
| 2009 | Pokolba az élettel                          | Give 'Em Hell, Malone                     | Boulder                       | Vass Gábor         |
| 2010 | Végjáték                                    | Operation: Endgame                        | ítélethozó                    | Vass Gábor         |
| 2010 | Cain haragja                                | Caged Animal                              | Miles 'Cain' Skinner          | Bolla Róbert       |
| 2010 | Szégyen és szeretet                         | Master Harold...and the Boys              | Sam                           | Vass Gábor         |
| 2010 | Piranha 3D                                  | Piranha 3D                                | Fallon helyettes              | Faragó András      |
| 2010 |                                             | Red Canvas                                | önmaga                        |                    |
| 2010 | A sugárút királya                           | King of the Avenue                        | Norman De'Sha                 | Bolla Róbert       |
| 2010 | Halálfutam 2. (videófilm)                   | Death Race 2                              | R.H. Weyland                  | Vass Gábor         |
| 2011 |                                             | Julia X                                   | Idegen                        |                    |
| 2011 |                                             | Pimp Bullies                              | Miguel                        |                    |
| 2011 | A szerencse katonái                         | Soldiers of Fortune                       | Grimaud Torneur               | Vass Gábor         |
| 2011 | Gyilkos folyó                               | The River Murders                         | Langley százados              | Vass Gábor         |
| 2011 | Mission: Impossible – Fantom protokoll      | Mission: Impossible – Ghost Protocol      | Luther Stickell (cameo)       | Bognár Tamás       |
| 2012 | Maffia                                      | Mafia                                     | Renzo Wes                     |                    |
| 2012 | Halálos menedék                             | Seven Below                               | Jack                          | Vass Gábor         |
| 2012 | Piranha 3DD                                 | Piranha 3DD                               | Fallon helyettes              | Faragó András      |
| 2012 | Nem hátrálunk meg                           | Won't Back Down                           | Thompson igazgató             | Vass Gábor         |
| 2013 | Halálfutam – A pokol tüze                   | Death Race 3: Inferno                     | R.H. Weyland                  | Vass Gábor         |
| 2013 |                                             | Armed Response                            | Hall rendőrtiszt              |                    |
| 2013 | Az utolsó vérig                             | Force of Execution                        | Ice Man                       | Faragó András      |
| 2014 |                                             | Jamesy Boy                                | Conrad                        |                    |
| 2015 | Mission: Impossible – Titkos nemzet         | Mission: Impossible – Rogue Nation        | Luther Stickell               | Bognár Tamás       |
| 2015 | Segélyhívó                                  | Operator                                  | Richard                       | Bognár Tamás       |
| 2017 | A galaxis őrzői vol. 2.                     | Guardians of the Galaxy Vol. 2            | Charlie-27 (cameo)            | Vass Gábor         |
| 2017 | A csillag                                   | The Star                                  | Thaddeus (hangja)             | Sarádi Zsolt       |
| 2017 | Apavadászat                                 | Father Figures                            | Rod Hamilton                  | Vass Gábor         |
| 2018 | A csaló                                     | Con Man                                   | Peanut                        | Vass Gábor         |
| 2018 | Mission: Impossible – Utóhatás              | Mission: Impossible – Fallout             | Luther Stickell               | Bognár Tamás       |
| 2022 | Wendell és Wild                             | Wendell & Wild                            | Belzer, a bivaly (hangja)     | Schneider Zoltán   |
| 2023 | A lakatos                                   | The Locksmith                             | Frank                         | Faragó András      |
| 2023 | Mission: Impossible – Leszámolás            | Mission: Impossible – Dead Reckoning      | Luther Stickell               | Bognár Tamás       |
| 2024 | Garfield                                    | The Garfield Movie                        | Otto (hangja)                 | Schneider Zoltán   |
| 2024 | A felbújtók                                 | The Instigators                           | Frank Toomey                  |                    |
| 2024 | A vad robot                                 | The Wild Robot                            | Villámcsapás (hangja)         | Schneider Zoltán   |
| 2025 | Mission: Impossible – A végső leszámolás    | Mission: Impossible – The Final Reckoning | Luther Stickell               | Bognár Tamás       |

### Televízió
| Év        | Magyar cím                   | Eredeti cím                                 | Szerep                 | Megjegyzések                                |
| --------- | ---------------------------- | ------------------------------------------- | ---------------------- | ------------------------------------------- |
| 1984      |                              | Go Tell It on the Mountain                  | fiatal Gabriel Grimes  | tévéfilm                                    |
| 1985–1987 | Miami Vice                   | Miami Vice                                  | Georges                | 1 epizód                                    |
| 1985–1987 | Miami Vice                   | Miami Vice                                  | Walker Monroe          | - 1 epizód - magyar hangja: - Bognár Tamás  |
| 1986      |                              | Another World                               | Czaja Carnek           | állandó szereplő                            |
| 1986      |                              | Crime Story                                 | Hector Lincoln         | 1 epizód                                    |
| 1987      |                              | Tour of Duty                                | SP4 Tucker             | 1 epizód                                    |
| 1988      |                              | Spenser: For Hire                           | Henry Brown            | 1 epizód                                    |
| 1989      |                              | Men                                         | Charlie Hazard         | főszereplő                                  |
| 1989      |                              | The Equalizer                               | Luther Paxton          | 1 epizód                                    |
| 1990      | Apa és fia                   | Rising Son                                  | Ed                     | tévéfilm                                    |
| 1990      | A méltóság nevében           | When You Remember Me                        | Leon                   | tévéfilm                                    |
| 1991      |                              | ScreenPlay                                  | Blue őrmester          | 1 epizód                                    |
| 1991      | Irán: A krízis napjai        | Iran: Days of Crisis                        | Charles Jones          | tévéfilm                                    |
| 1992      | A kilences vágány áldozatai  | Terror on Track 9                           | "Jellyroll"            | - tévéfilm - magyar hangja: - Hankó Attila  |
| 1994      |                              | Philly Heat                                 | DeWitt Wardlaw         | televíziós sorozat                          |
| 1994–1996 | Vészhelyzet                  | ER                                          | Walter Robbins         | visszatérő szerep (1-3. évad)               |
| 1995      |                              | Ed McBain's 87th Precinct: Lightning        | Artie Brown nyomozó    | tévéfilm                                    |
| 1995      | Veszélyes küldetés           | New York Undercover                         | Max Villareal          | 1 epizód                                    |
| 1995      |                              | Deadly Whispers                             | Jackson nyomozó        | tévéfilm                                    |
| 1997      |                              | Don King: Only in America                   | Don King               | tévéfilm                                    |
| 2000      |                              | American Tragedy                            | Johnnie Cochran        | tévéfilm                                    |
| 2000      | Holiday szíve                | Holiday Heart                               | "Holiday" Heart        | tévéfilm                                    |
| 2001      | Undercover – A titkos csapat | UC: Undercover                              | Quito Real             | visszatérő szerep (3 epizód)                |
| 2002      | Apám bűnei                   | Sins of the Father                          | Garrick Jones          | tévéfilm                                    |
| 2002      | A kis John                   | Little John                                 | John Morgan            | tévéfilm                                    |
| 2002      | Robert Kennedy               | RFK                                         | Thomas R. Jones bíró   | tévéfilm                                    |
| 2002      | A Büszke család              | The Proud Family                            | Garrett Krebs (hangja) | 1 epizód                                    |
| 2002–2003 | A körzet                     | The District                                | Troy Hatcher főügyész  | visszatérő szerep (3. évad)                 |
| 2003      | Lilo és Stitch               | Lilo & Stitch: The Series                   | Kobra Bubork (hangja)  | 1 epizód                                    |
| 2003      | Jimmy Neutron kalandjai      | The Adventures of Jimmy Neutron: Boy Genius | főnök (hangja)         | 1 epizód                                    |
| 2003      |                              | The System                                  | Andre Charles          | főszereplő                                  |
| 2003      |                              | Freedom: A History of US                    | több szereplő          | dokumentumsorozat                           |
| 2005      |                              | Kojak                                       | Theo Kojak hadnagy     | főszereplő                                  |
| 2006      | Aquaman                      | Aquaman                                     | McCaffery              | próbaepizód                                 |
| 2007      |                              | Football Wives                              | Frank Wallingford      | tévéfilm                                    |
| 2010      |                              | Gravity                                     | "Dogg" McFee           | főszereplő                                  |
| 2011      | Zombi apokalipszis           | Zombie Apocalypse                           | Henry Everlen          | - tévéfilm - magyar hangja: - Faragó András |
| 2011      |                              | Black Jack                                  | Jack "Black Jack"      | tévéfilm                                    |
| 2013      |                              | Monday Mornings                             | Dr. Jorge Villanueva   | főszereplő                                  |
| 2014      |                              | A Day Late and a Dollar Short               | Cecil Price            | tévéfilm                                    |
| 2018      |                              | Cagney and Lacey                            | Stark kapitány         | tévéfilm                                    |
| 2019      |                              | Voice Arts Awards                           | önmaga                 | különkiadás                                 |
| 2025      |                              | Dope Thief                                  | Bart                   |                                             |

### Videójátékok
| Év   | Cím                                   | Szinkronszerep             |
| ---- | ------------------------------------- | -------------------------- |
| 2003 | Mission: Impossible – Operation Surma | Luther Stickell IMF ügynök |
| 2004 | Driver 3                              | Tobias Jones               |
| 2017 | Call of Duty: WWII                    | Jefferson Potts            |

## Fordítás
- Ez a szócikk részben vagy egészben  a   Ving Rhames című angol Wikipédia-szócikk fordításán alapul.  Az eredeti cikk szerkesztőit annak laptörténete sorolja fel. Ez a jelzés csupán a megfogalmazás eredetét és a szerzői jogokat jelzi, nem szolgál a cikkben szereplő információk forrásmegjelöléseként.